# Ludwig Gredler
Ludwig Gredler, né le 19 novembre 1967 à Hall in Tirol, est un biathlète autrichien actif au niveau international de 1991 à 2008. Il compte deux podiums aux Championnats du monde et six victoires en Coupe du monde.

## Biographie
Surnommé Luggi, Ludwig Predler est promu en équipe nationale pour la saison 1990-1991, disputant la Coupe du monde. Dès la saison suivante, Gredler monte sur ses premiers podiums ; en relais à Fagernes puis individuellement à Oslo. Il y dispute également ses premiers Jeux olympiques à Albertville, où il est onzième du sprint. En 1992-1993, il signe cette fois-ci ses premières victoires, en relais à Pokljuka et individuellement à Kontiolahti, pour établir son meilleur classement général en Coupe du monde avec pe septième rang (comme en 1997) et prend la cinquième place de l'individuel aux Championnats du monde à Borovets. Aux Jeux olympiques d'hiver de 1994, il se place cinquième du sprint, enregistrant son deuxième meilleur résultat en cinq participations à cet événement. Après une saison sans podium, il revient au sommet en 1994-1995, remportant cinq épreuves individuelles jusqu'en 1997. Il remporte notamment l'individuel d'Antholz avec le ski le plus rapide. C'est aussi en 1997 qu'il devient médaillé aux Championnats du monde, remportant le bronze sur l'individuel.
Aux Championnats du monde 2000, il décroche sa deuxième médaille dans l'individuel, cette fois en argent. Après une disette de plus de trois ans, l'Autrichien retrouve les joies du podium au sprint d'Osrblie en décembre 2003. Il s'agit de son dix-septième et dernier podium individuel de sa carrière en Coupe du monde. Entre-temps, il s'est classé quatrième de la poursuite aux Jeux olympiques de Salt Lake City, améliorant sa cinquième place datant des Jeux de 1994.
Il prolonge sa carrière jusqu'en 2008 ; il a alors 40 ans.
Il devient ensuite entraîneur de l'équipe autrichienne en 2014.

## Palmarès

### Jeux olympiques d'hiver
| Épreuve / Édition                   | Individuel | Sprint | Poursuite                        | Départ en ligne                  | Relais |
| Jeux olympiques 1992 Albertville    | -          | 11e    | Épreuve inexistante à cette date | Épreuve inexistante à cette date | 12e    |
| Jeux olympiques 1994 Lillehammer    | 18e        | 5e     | Épreuve inexistante à cette date | Épreuve inexistante à cette date | 9e     |
| Jeux olympiques 1998 Nagano         | 12e        | 11e    | Épreuve inexistante à cette date | Épreuve inexistante à cette date | 11e    |
| Jeux olympiques 2002 Salt Lake City | 11e        | 10e    | 4e                               | Épreuve inexistante à cette date | 6e     |
| Jeux olympiques 2006 Turin          | 41e        | 52e    | 45e                              | -                                | 17e    |

Légende :
- : pas d'épreuve
- — : Non disputée par Gredler

### Championnats du monde
| Épreuve / Édition                        | individuel                       | Sprint                           | Poursuite                        | Départ en masse                  | Relais                           | Relais mixte                     | Course par équipes               |
| Mondiaux 1991 Lahti                      | —                                | 28e                              | Épreuve inexistante à cette date | Épreuve inexistante à cette date | 12e                              | Épreuve inexistante à cette date | —                                |
| Mondiaux 1992 Novossibirsk               | Épreuve inexistante à cette date | Épreuve inexistante à cette date | Épreuve inexistante à cette date | Épreuve inexistante à cette date | Épreuve inexistante à cette date | Épreuve inexistante à cette date | 5e                               |
| Mondiaux 1993 Borovets                   | 5e                               | 22e                              | Épreuve inexistante à cette date | Épreuve inexistante à cette date | 14e                              | Épreuve inexistante à cette date | —                                |
| Mondiaux 1994 Canmore                    | Épreuve inexistante à cette date | Épreuve inexistante à cette date | Épreuve inexistante à cette date | Épreuve inexistante à cette date | Épreuve inexistante à cette date | Épreuve inexistante à cette date | 6e                               |
| Mondiaux 1995 Antholz Anterselva         | -                                | 12e                              | Épreuve inexistante à cette date | Épreuve inexistante à cette date | 9e                               | Épreuve inexistante à cette date | —                                |
| Mondiaux 1996 Ruhpolding                 | 46e                              | 29e                              | Épreuve inexistante à cette date | Épreuve inexistante à cette date | 8e                               | Épreuve inexistante à cette date | —                                |
| Mondiaux 1997 Osrblie                    | Médaille de bronze, monde        | 20e                              | 33e                              | Épreuve inexistante à cette date | 10e                              | Épreuve inexistante à cette date | 19e                              |
| Mondiaux 1998 Pokljuka Hochfilzen        | Épreuve inexistante à cette date | Épreuve inexistante à cette date | 15e                              | Épreuve inexistante à cette date | Épreuve inexistante à cette date | Épreuve inexistante à cette date | 11e                              |
| Mondiaux 1999 Kontiolahti Oslo           | 12e                              | 4e                               | 23e                              | 5e                               | 9e                               | Épreuve inexistante à cette date | Épreuve inexistante à cette date |
| Mondiaux 2000 Oslo Lahti                 | Médaille d'argent, monde         | 13e                              | 9e                               | 19e                              | 9e                               | Épreuve inexistante à cette date | Épreuve inexistante à cette date |
| Mondiaux 2001 Pokljuka                   | 54e                              | 35e                              | 28e                              | -                                | 8e                               | Épreuve inexistante à cette date | Épreuve inexistante à cette date |
| Mondiaux 2003 Khanty-Mansiysk            | -                                | 48e                              | 42e                              | -                                | -                                | Épreuve inexistante à cette date | Épreuve inexistante à cette date |
| Mondiaux 2004 Oberhof                    | 28e                              | 19e                              | 17e                              | 20e                              | 9e                               | Épreuve inexistante à cette date | Épreuve inexistante à cette date |
| Mondiaux 2005 Hochfilzen Khanty-Mansiysk | -                                | -                                | -                                | 25e                              | -                                | -                                | Épreuve inexistante à cette date |
| Mondiaux 2007 Antholz Anterselva         | -                                | 44e                              | 41e                              | —                                | -                                | —                                | Épreuve inexistante à cette date |

Légende :

 : deuxième place, médaille d'argent

 : troisième place, médaille de bronze

 : épreuve inexistante à cette date

— : pas de participation à cette épreuve

### Coupe du monde
- Meilleur classement général : 7e en 1993 et 1997.
- 17 podiums individuels, dont 6 victoires[3].
- 6 podiums en relais, dont 3 victoires.
- 2 podiums en course par équipes, dont 1 victoire.

#### Détail des victoires
| Édition / Épreuve | Sprint            | Poursuite | Individuel  | Mass Start | Total |
| 1992-1993         |                   |           | Kontiolahti |            | 1     |
| 1994-1995         |                   |           | Lahti       |            | 1     |
| 1995-1996         | Antholz Östersund |           |             |            | 2     |
| 1996-1997         | Novossibirsk      |           | Antholz     |            | 2     |
| Total             | 3                 | 0         | 3           | 0          | 6     |

#### Classements annuels
| Année | Classement général final |
| 1992  | 15e                      |
| 1993  | 7e                       |
| 1994  | 13e                      |
| 1995  | 12e                      |
| 1997  | 7e                       |
| 1998  | 16e                      |
| 1999  | 17e                      |
| 2000  | 14e                      |
| 2001  | 43e                      |
| 2002  | 14e                      |
| 2003  | 50e                      |
| 2004  | 21e                      |
| 2005  | 27e                      |
| 2006  | 38e                      |
| 2007  | 45e                      |
| 2008  | 82e                      |